# Amath Dansokho
Amath Dansokho est un homme politique et syndicaliste sénégalais, ancien ministre, ancien député et ancien maire de Kédougou, né le 13 janvier 1937 à Kédougou, Afrique-Occidentale française (A.-O.F.) et mort le 23 août 2019 à Dakar (Sénégal). 
Figure majeure de la vie politique sénégalaise pendant plus de 60 ans, plusieurs fois emprisonné, il s'oppose successivement aux présidents Léopold Sédar Senghor, Abdou Diouf et Abdoulaye Wade puis soutient le président Macky Sall arrivé au pouvoir en 2012.

## Biographie
Militant dans l'âme, Amath Dansokho a lu dès l'âge de 14 ans Fils du peuple de Maurice Thorez. Il se passionne pour la Révolution française, les figures de Robespierre ou de Saint-Just. En 1957, il dirige une grève au lycée Faidherbe de Saint-Louis et adhère au Parti africain de l'indépendance (PAI). Il suit ensuite des études d’économie à l’université de Dakar.
En 1959, toujours militant du PAI, il va chercher un arsenal livré par le Front de libération nationale (FLN) algérien, avec l’aide de Frantz Fanon, dans la capitale guinéenne Conakry. Il ne croit pas en les indépendances en « trompe-l'œil » arrangées par  le gouvernement français et espère conquérir pour le Sénégal une véritable indépendance les armes à la main. La tentative d’insurrection se déroule à Saint-Louis, dans le nord du pays (et où il choisira d’être enterré après sa mort), mais échoue et le PAI est interdit. Contraint de s’exiler, il participe alors à la Tricontinentale (initiative cubaine devant permettre l'union des révolutionnaires du monde entier), part à Cuba pour se former, se lie d’amitié avec Joséphine Baker, puis étudie à Prague le journalisme et épouse une Française, Élisabeth Feller.
Avec l’appui, cette fois, des Cubains et notamment de Che Guevara, il monte une nouvelle opération pour exporter la révolution au Sénégal, depuis le Mali, dont le président Modibo Keïta avait permis au PAI d'établir sa base arrière. Pourtant le rapprochement entre les gouvernements malien et sénégalais oblige les rebelles à suspendre leur projet. L’ouverture progressive au multipartisme l'incite à renoncer à la lutte armée. Il est de retour au Sénégal en 1977 dans le cadre d'une amnistie générale prononcée par le président Léopold Sédar Senghor. 
En 1981, il fonde le Parti de l'indépendance et du travail (PIT), dont il est secrétaire généra jusqu'au 23 mai 2010, date à laquelle Magatte Thiam lui succède. Il dénonce la « mal gouvernance » d'Abdou Diouf et a participé à l’alternance de mars 2000 avec Abdoulaye Wade (Coalition alternance 2000), dont il espère des réformes démocratiques.Il rompt finalement avec lui et c'est depuis son appartement que les partis d'opposition, communiste, socialiste ou libéral, choisissent de s'unir. En 2012, il participe activement à des manifestations contre le chef de l’État.
Connu pour son incorruptibilité et son refus de toute forme de dogmatisme, il est une personnalité politique respectée. Le président Macky Sall, le nommant ministre d’État, déclare à son sujet : « Nous l’appelons Mandela parce qu’il est, pour nous Sénégalais, à ce niveau-là ». À sa mort, en aout 2019, des personnalités de tout bord lui ont rendu hommage. Pour Alioune Tine, ancien directeur d’Amnesty International pour l’Afrique de l’Ouest.: « C’est un baobab qui vient de tomber, un homme qui a été de toutes les luttes pour la démocratie et les libertés fondamentales ».